# Mia madre
Pour plus de détails, voir Fiche technique et Distribution.
Mia madre est un  film italien réalisé par Nanni Moretti et sorti en 2015. Le film figure dans la sélection officielle au Festival de Cannes 2015, en compétition pour la Palme d'or.

## Synopsis
Margherita (Margherita Buy) est une réalisatrice d'une cinquantaine d'années dont la mère Ada (Giulia Lazzarini), ancienne professeur de latin, est en train de mourir. Elle s'en occupe avec son frère Giovanni (Nanni Moretti), mais elle est très prise par le film qu'elle est en train de tourner, dans lequel joue un acteur américain mondialement connu, Barry Huggins (John Turturro), au caractère difficile. Margherita vient aussi de quitter son compagnon, Vittorio, et s'inquiète pour sa fille adolescente, Livia, qui obtient de mauvais résultats à l'école principalement en latin et qui souhaite par conséquent changer de filière.

## Fiche technique
- Titre : Mia madre
- Réalisation : Nanni Moretti
- Scénario : Nanni Moretti, Valia Santella, Gaia Manzini, Chiara Valerio, Francesco Piccolo
- Photographie : Arnaldo Catinari
- Montage : Clelio Benevento
- Décor : Paola Bizzarri
- Production : Sacher Film, Fandango, Le Pacte, Rai Cinema, en association avec les SOFICA Cinémage 8, Indéfilms 2, Cofinova 10
- Pays de production :  Italie
- Langue originale : italien
- Durée: 106 minutes
- Dates de sortie :
  - Italie : 16 avril 2015
  - France : 16 mai 2015 (Festival de Cannes)

## Distribution

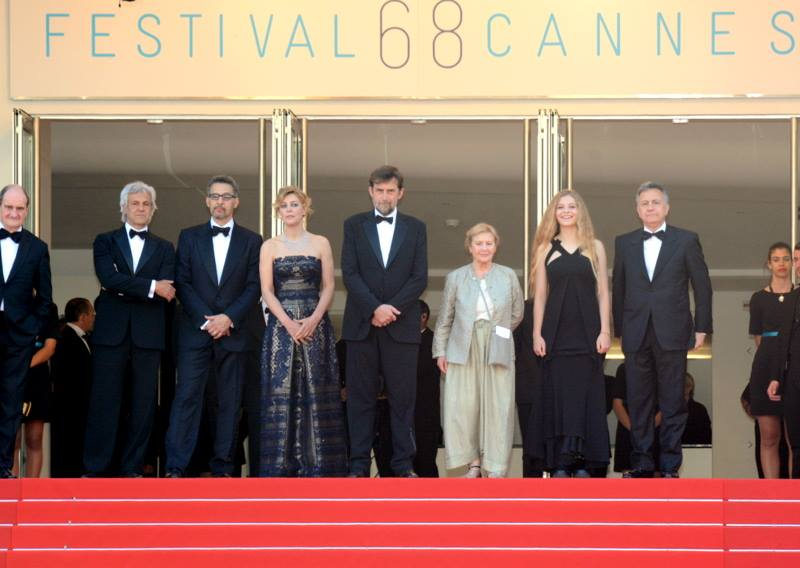
L'équipe du film au festival de Cannes 2015.

- Margherita Buy (VF : Catherine Wilkening) : Margherita
- John Turturro (VF : Doug Rand) : Barry Huggins
- Giulia Lazzarini (VF : Nita Klein) : Ada
- Nanni Moretti (VF : Michel Vuillermoz) : Giovanni
- Beatrice Mancini (VF : Malka Mitz) : Livia
- Stefano Abbati (VF : François Chaix) : Federico
- Enrico Ianniello (VF : Arnaud Bedouët) : Vittorio
- Toni Laudadio (VF : Luc-Antoine Diquéro) : le producteur
- Anna Bellato : l'actrice
- Lorenzo Gioielli : l'interprète
- Pietro Ragusa : Bruno
- Tatiana Lepore : la scripte
- Monica Samassa : le médecin
- Vanessa Scalera : l'infirmière
- Davide Iacopini : l'employé d'Elgi

Source et légende : version française (VF) sur le site d'AlterEgo (la société de doublage)

## Distinctions
Le film est considéré comme étant le meilleur film de l'année 2015 par les Cahiers du cinéma, considérant le film comme « un film dont l'émotion emporte tout sur son passage, de ceux qui laissent chancelant, en larmes, hanté (...) Il trace avec l'assurance des chefs d'œuvres [sic] une route sombre mais dégagée, de l'effondrement à la résilience ».

### Récompenses
- Festival de Cannes 2015
  - Prix du jury œcuménique
- Ciak d'oro 2015
  - Meilleur réalisateur (Nanni Moretti)
  - Meilleure actrice (Margherita Buy)
  - Meilleure actrice dans un second rôle (Giulia Lazzarini)
- David di Donatello 2015
  - Meilleure actrice (Margherita Buy)
  - Meilleure actrice dans un second rôle (Giulia Lazzarini)
- Rubans d'argent 2015
  - Meilleure actrice (Margherita Buy)
  - Ruban d'argent spécial (Giulia Lazzarini)

### Sélections et nominations
- Festival de Cannes 2015 : sélection officielle[4]